# Unterinn
Unterinn (italienisch Auna di Sotto) ist eine Fraktion der Gemeinde Ritten.
Das Dorf befindet sich auf etwa 900 m Höhe auf dem Ritten hoch über dem unteren Eisacktal, an der Straße, die von Bozen bzw. Rentsch nach Klobenstein führt. Zu Unterinn zählen auch die Ortsteile Unterplatten, Oberplatten, Eschenbach, Gasters und die Eicheln.

## Name
Der Ortsname ist ersturkundlich im Jahr 1214 als „Vna“ und 1305 als „Unna“ bezeugt und bedeutet „welliges Gelände“. Die engere Bezeichnung als „Unndterine“ taucht im Jahr 1417 auf und korreliert mit dem ebenfalls auf dem Ritten höher gelegenen Oberinn.

## Bildung
In Unterinn gibt es für die deutsche Sprachgruppe einen Kindergarten und eine Grundschule, in der sich eine kleine öffentliche Bibliothek befindet. Die weitere Schulbildung erfolgt am Hauptort der Gemeinde, Klobenstein (Mittelschule), bzw. in der Landeshauptstadt Bozen (Berufs- und Oberschulen).

## Sehenswürdigkeiten
Die St.-Luzia-Kirche – 1417 als „sanct Luceien“ bezeichnet – ist die älteste Kirche am Ritten und seit dem 13. Jahrhundert dem Deutschen Orden inkorporiert. Sie wurde im 18. Jahrhundert barockisiert und im 19. Jahrhundert neuromanisch umgestaltet. Eine weitere Kirche ist die St.-Sebastian-Kirche außerhalb des Dorfs – ein kleinerer Bau, am alten Kaiserweg gelegen und früher von einem kleinen Zoo umgeben.
Auf einem Hügel südwestlich unterhalb des Dorfs liegen die Überreste der Burgruine Zwingenstein.
Unweit davon befindet sich auf dem Lanznasterhof das Gestüt Feuerstein, welches mit seiner Araberzucht zahlreiche nationale und internationale Preise gewonnen hat. Der Pferdezüchter Ivan Vieider machte seine Vollblutaraber-Zucht über den Ritten hinaus bekannt, ausgezeichnet wurde die Schönheit der Tiere.

## Wirtschaft

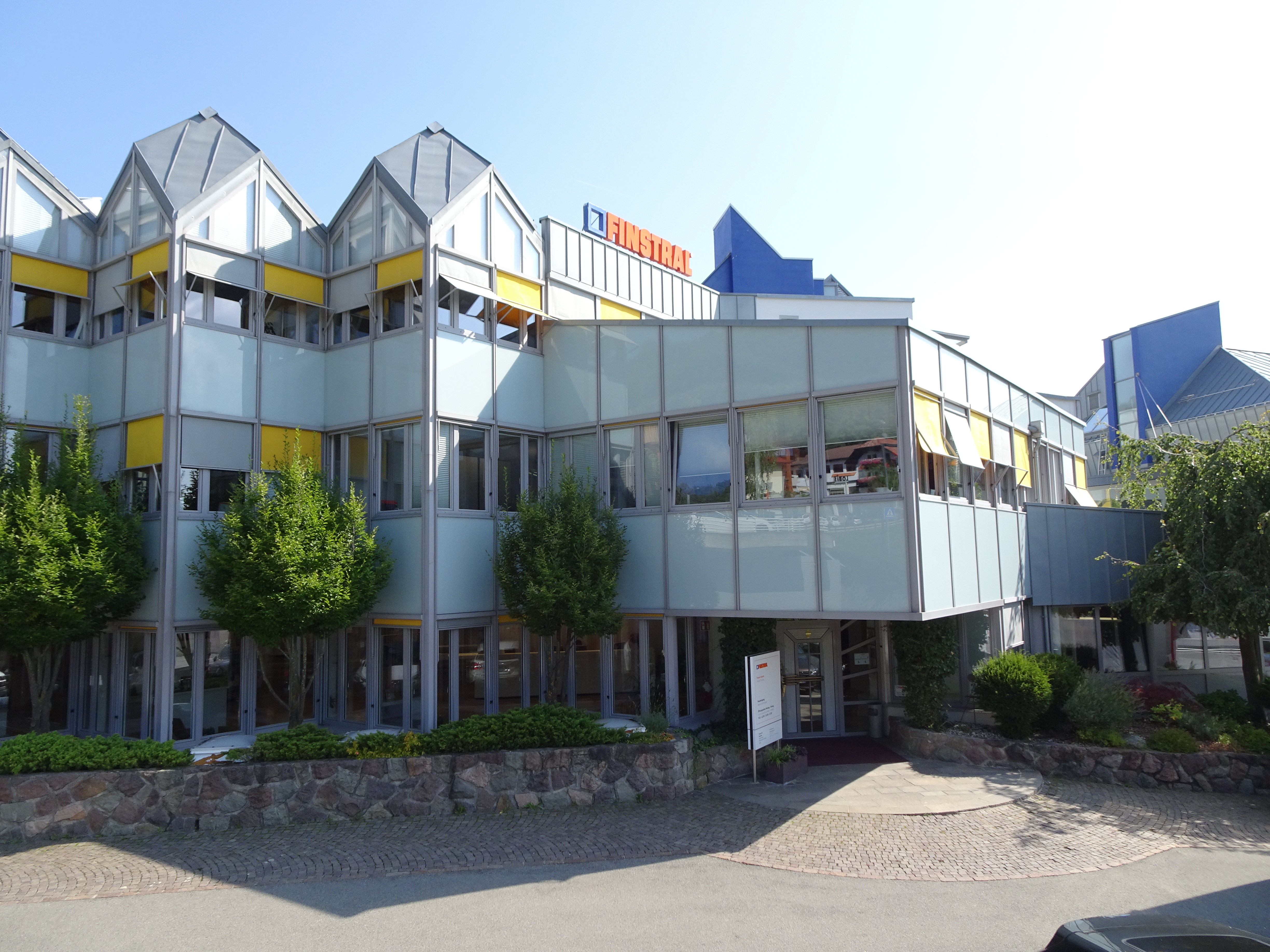
Finstral

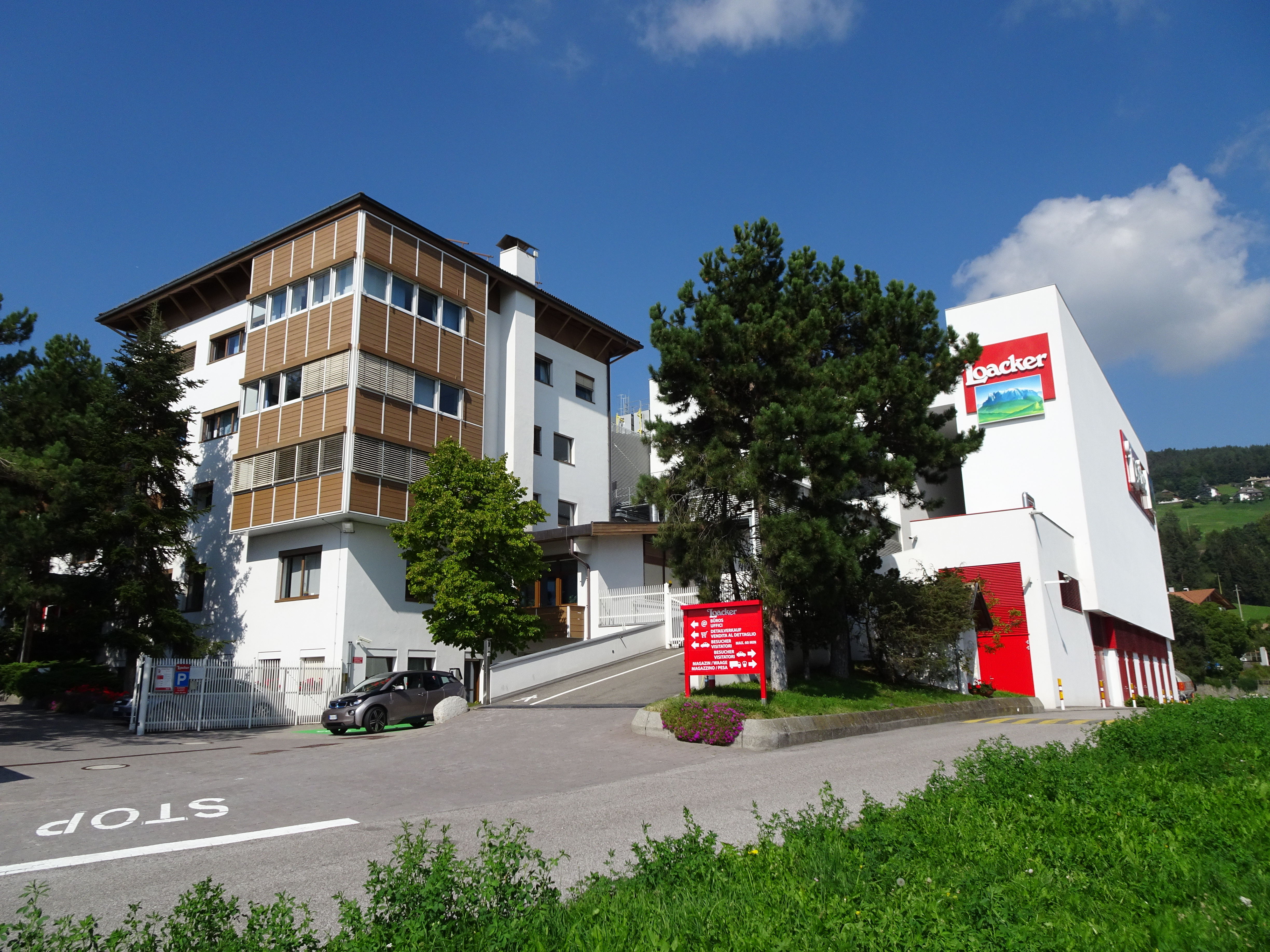
Loacker

Unterinn ist Stammsitz der Firmen Finstral (Fensterbau), Loacker (Süßwaren) und Lobis Elements (Zimmerei und Tischlerei).

## Verkehr
Über eine Buslinie ist Unterinn an Bozen und Klobenstein angebunden. Die Busse fahren werktags halbstündlich.